# ゾウリムシ

1:食胞、2:小核、3:細胞口、4:細胞咽頭、5:細胞肛門、6:収縮胞、7:大核、8:繊毛

ゾウリムシは、顕微鏡下では草履（ぞうり）のような形に見える繊毛虫の1種 Paramecium caudatum の和名、広義にはゾウリムシ属 (Paramecium) に属する種を指す。真核を有する単細胞生物として、よく名を知られている。微生物自体の発見者であるオランダのレーウェンフックによって17世紀末に発見された。日本語名は、動物学者の川村多実二が1930年につけたものであり、英語名の「slipper animalcule」の「slipper」を「草履」と意訳したことに由来している。

## 特徴
分類表内の写真は、Paramecium aurelia の位相差顕微鏡像である。色は位相差の光学系に依るものであり、細胞本来の色ではない。楕円形の細胞周囲を取り囲み薄紫色に写っている部分が移動に用いる繊毛である。右下と右上に白くわずかに星型の輪郭が見える目立つ構造は浸透圧を調整するための収縮胞。中央やや下に見えるのっぺりした灰色の部分が栄養核として知られる大核。多数の食胞も見える。細胞口、細胞肛門、生殖用の小核などはこの写真では見えない。
細胞の長さは 90-150µm、幅は 40µm 程度である。名前は平たい印象を与えるが実際には円筒形に近く、中腹には細胞口というくぼみがややねじれるように入っている。細胞表面には約3,500本の繊毛を持っており、その繊毛を使って泳ぐ。繊毛は体表の繊毛列にそって生えている。繊毛は細胞全体にほぼ均一に生えているが、細胞口の奥の部分では細胞咽頭に向けて特殊な配置と動きが見られる。繊毛は5%エタノール処理などのストレスにより脱離させることができる（脱繊毛）。細胞口の奥には細胞内へ餌を取り込む細胞咽口があり、餌はここを通って食胞に取り込まれる。食胞内で消化が行われ、有用な成分は細胞内へ吸収されながら、食胞は細胞内を回るように移動する。排泄物は細胞後方の細胞肛門から放出される。
細胞の前後には、大きな星形もしくは花に見える放射状の細胞器官がある。これを収縮胞と言い、細胞内の浸透圧調節を担っている。収縮胞は中央の円形の部分と、周囲に花びらのように並ぶ涙滴型の部分から構成される。水の排出時にはまず涙滴型の部分に水が集まり、ここから中央の円形の部分に水が移され、細胞外に水が放出される。
細胞内には大小2つの細胞核があり、それぞれ大核と小核と呼ばれる。大核は普段の活動に関わる。小核は生殖核とも呼ばれ、有性生殖に関して働くとされる。細胞内に機能的に分化した核を持つのは繊毛虫類の特徴である。
細胞表面にはトリコシストという細胞小器官が存在している。これは槍のような構造をしており、捕食性の原生生物が近づくのを物理的に防げたり、攻撃を防御したりすることができる。ゾウリムシの防御器官と言える。

## 生殖
無性生殖は分裂による。他の繊毛虫同様、体軸方向の前後の部分に分かれるようにして分裂する。有性生殖としては細胞の接合が行われるが、その方法はやや特殊である。接合に先立ち、大核が消失するとともに生殖核である小核が減数分裂を行い、4つの核に分かれる。このうち3つは消失し、残った1つがさらに2つに分裂し、このうち1つの核を互いに交換する。その後、それぞれの細胞内の2核が融合することで接合は完了する。この間、2個体のゾウリムシは互いに同一方向を向いて寄り添うが、細胞間に連絡を持つだけで細胞そのものの融合は行われない。なお、接合後に大核は小核を元に改めて形成される。

## 生態
水田や沼や池など、淡水の止水域に分布する。細胞表面の繊毛により遊泳するため、単細胞生物としては移動力が大きい。障害物などに接触すると、繊毛逆転により遊泳方向を反転する（後退遊泳）。
ゾウリムシは主に真正細菌を餌とする細菌食性生物である。ただし、ミドリゾウリムシ（Paramecium bursaria）は体内に緑藻であるクロレラを共生させており、光合成産物の還流を受けて生活することも可能である。逆に、ゾウリムシの捕食者は大型のアメーバや、ディディニウム（Didinium、シオカメウズムシ）といった他の繊毛虫である。ディディニウムは細胞前端の口吻部にエクストルソーム（extrusome）と呼ばれる射出器官を持ち、これをゾウリムシに打ち込んで動きを止め、飲み込んで消化する。

## 培養
ゾウリムシは浸透栄養ではなく捕食性であるため、培養に際しては細菌や酵母などを餌として用意する必要がある。一般的には藁やレタスなどを煮出し、その液を培地として枯草菌を増やして餌とする。枯草菌の培養が困難な場合には、市販の乾燥酵母などを利用する方法がある。粉末状の緑茶も餌として使用可能である。